# Malapterurus tanoensis
Malapterurus tanoensis és una espècie de peix de la família dels malapterúrids i de l'ordre dels siluriformes.

## Morfologia
- Els mascles poden assolir 26 cm de llargària total.
- Nombre de vèrtebres: 41-43.[1]

## Distribució geogràfica
Es troba a Àfrica: riu Tano a la frontera entre Costa d'Ivori i Ghana.